# Javere Bell
Javere Bell (ur. 20 września 1992) – jamajski lekkoatleta specjalizujący się w biegach sprinterskich.
W 2013 wszedł w skład jamajskiej sztafety 4 × 400 metrów, która biegła w eliminacjach podczas mistrzostw świata w Moskwie. Bell nie znalazł się w składzie finałowym, a jego koledzy z reprezentacji sięgnęli po srebro. Brązowy i srebrny medalista IAAF World Relays (2017). Złoty medalista mistrzostw Jamajki oraz CARIFTA Games.

## Osiągnięcia
| Rok  | Impreza                                     | Miejsce       | Konkurencja                        | Lokata     | Wynik           |
| ---- | ------------------------------------------- | ------------- | ---------------------------------- | ---------- | --------------- |
| 2009 | Mistrzostwa świata juniorów młodszych       | Bressanone    | bieg na 400 metrów                 | 6. miejsce | 47,89           |
| 2010 | Mistrzostwa Ameryki Śr. i Karaibów juniorów | Santo Domingo | bieg na 400 metrów                 | 6. miejsce | 47,97           |
| 2010 | Mistrzostwa świata juniorów                 | Moncton       | sztafeta 4 × 400 metrów            | 4. miejsce | 3:07,36         |
| 2011 | Mistrzostwa panamerykańskie juniorów        | Miramar       | bieg na 400 metrów                 | 7. miejsce | 49,38           |
| 2013 | Mistrzostwa świata                          | Moskwa        | bieg na 400 metrów                 | półfinał   | 45,77           |
| 2013 | Mistrzostwa świata                          | Moskwa        | sztafeta 4 × 400 metrów            | 2. miejsce | 3:00,41 (elim.) |
| 2015 | Igrzyska panamerykańskie                    | Toronto       | sztafeta 4 × 400 metrów            | 6. miejsce | 3:01,97         |
| 2015 | Mistrzostwa NACAC                           | San José      | bieg na 400 metrów                 | eliminacje | 46,60           |
| 2017 | IAAF World Relays                           | Nassau        | sztafeta 4 × 400 metrów            | 3. miejsce | 3:02,86 (elim.) |
| 2017 | IAAF World Relays                           | Nassau        | sztafeta 4 × 400 metrów (mieszana) | 3. miejsce | 3:20,26         |

## Rekordy życiowe
- Bieg na 300 metrów – 32,35 (2016)
- Bieg na 400 metrów – 45,08 (2013)